# 维约萨河
维约萨河，是一条流经希腊西北部与阿尔巴尼亚西南部的河流。河流总长272公里，其中80公里位于希腊境内，其余192公里位于阿尔巴尼亚境内。河流发源于希腊境内的品都斯山脉沃武萨村庄附近，最后在发罗拉附近注入亚得里亚海。